# Đại (địa chất)
Đại địa chất là một phần chia nhỏ của niên đại địa chất dùng để chia các liên đại (hoặc nguyên đại) thành các thang thời gian nhỏ hơn. Ví dụ liên đại Hiển Sinh (Phanerozoic) được chia thành ba khoảng thời gian nhỏ hơn là đại Cổ Sinh (Paleozoic), đại Trung Sinh (Mesozoic) và đại Tân Sinh (Cenozoic) đại diện cho ba giai đoạn chính trong hồ sơ hóa thạch vĩ mô. Các đại này được tách rời bởi các ranh giới tuyệt chủng thảm khốc, chẳng hạn ranh giới P-T nằm giữa đại Cổ Sinh và đại Trung Sinh hay ranh giới K-T nằm giữa đại Trung Sinh và đại Tân Sinh. Có những chứng cứ cho thấy các va chạm mạnh của các thiên thạch lớn đóng vai trò lớn trong việc phân ranh giới giữa các đại.
Các liên đại như liên đại Hỏa Thành (Hadean), liên đại Thái Cổ (Archean) và liên đại Nguyên Sinh (Proterozoic) trước đây được gộp chung và gọi là đại Tiền Cambri. Nó bao gồm khoảng 4 tỷ năm trong lịch sử Trái Đất trước khi có sự xuất hiện của động vật có vỏ cứng. Tuy nhiên, gần đây thì các liên đại này đã được chia thành các đại của chính chúng.
| Đại địa chất                                                     | Khoảng thời gian (Ma = triệu năm trước) |
| ---------------------------------------------------------------- | --------------------------------------- |
| Đại Tân Sinh                                                     | 66 Ma đến nay                           |
| Đại Trung Sinh                                                   | 252 Ma–66 Ma                            |
| Đại Cổ Sinh                                                      | 542 Ma–252 Ma                           |
| Đại Tân Nguyên Sinh                                              | 1.000 Ma–542 Ma                         |
| Đại Trung Nguyên Sinh                                            | 1.600 Ma–1.000 Ma                       |
| Đại Cổ Nguyên Sinh                                               | 2.500 Ma–1.600 Ma                       |
| Đại Tân Thái Cổ                                                  | 2.800 Ma–2.500 Ma                       |
| Đại Trung Thái Cổ                                                | 3.200 Ma–2.800 Ma                       |
| Đại Cổ Thái Cổ                                                   | 3.600 Ma–3.200 Ma                       |
| Đại Tiền Thái Cổ                                                 | 3.800 Ma (không chính thức)–3.600 Ma    |
| Liên đại Hỏa Thành không phân chia thành đại một cách chính thức | Từ khi hình thành Trái Đất tới 3.800 Ma |